# Tom Radisch
Tom Radisch (* 1982 in Großröhrsdorf) ist ein deutscher Schauspieler und Synchronsprecher.

## Leben
Tom Radisch ist der zweitälteste Sohn des Schauspielers Andreas Schmidt-Schaller. Er ist der Halbbruder der Schauspielerin Petra Schmidt-Schaller (* 1980) sowie des Schauspielers Matti Schmidt-Schaller (* 1996). Er entstammt einer Beziehung Schmidt-Schallers mit einer Tänzerin, deren Namen er trägt.
Von 2006 bis 2007 besuchte er die Hochschule für Musik und Theater in Rostock. Anschließend studierte er von 2007 bis 2010 Schauspiel an der Hochschule für Schauspielkunst Ernst Busch in Berlin.
Während seines Studiums hatte er bereits erste Theaterengagements, so am Deutschen Theater Berlin als Laertes in Hamlet (2009; Regie: Andreas Kriegenburg) und an der Schaubühne Berlin in Berlin Alexanderplatz (2010; Regie: Volker Lösch). Für seine Rolle als Karl Schmidt am bat-Studiotheater in der Studierendenproduktion Der kleine Bruder (2010, Regie: Leander Haußmann und Sven Regener) erhielt er gemeinsam mit seinen Kollegen beim Theatertreffen der Schauspielschulen in Leipzig den „Ensemblepreis“.
Von 2011 bis 2014 war Radisch festes Ensemblemitglied am Residenztheater München. Dort arbeitete er mit Tina Lanik, Thomas Birkmeir, Walter Meierjohann, Herbert Fritsch, Yannis Houvardas, Barbara Weber und Martin Kušej. Am Residenztheater München spielte er u. a. Hortensio in Der Widerspenstigen Zähmung, Rainey in Die Ballade vom traurigen Café, Dobtschinskij in Der Revisor, Bruno Mechelke in Die Ratten, Guglielmo in Trilogie der Sommerfrische nach Carlo Goldoni und Spießl in Die Jagd nach Liebe.
Im Juli/August 2015 trat er bei den Nibelungenfestspielen Worms als Volker von Alzey in der Uraufführung des Stücks Gemetzel von Albert Ostermaier auf. Von 2017 bis 2019 war er an der Berliner Staatsoper unter den Linden in der Opern-Inszenierung King Arthur (Regie: Sven-Eric Bechtolf) als Erdgeist Grimbald zu sehen. 2020 gastierte er am Schauspiel Köln in Schwarzwasser von Elfriede Jelinek (Regie: Stefan Bachmann).
Radisch spielte auch in verschiedenen Kino- und Fernsehproduktionen mit. Seit 2012 ist er regelmäßig als Seriendarsteller tätig, häufig in den ZDF-SOKO-Formaten.
In der ZDF-Krimireihe Kommissarin Lucas (Erstausstrahlung: Februar 2016) spielte Radisch den Gemeindepfarrer Jörg, der sich gemeinsam mit einer Gruppe von Aktivisten für das Kirchenasyl von Flüchtlingen einsetzt. In der ZDF-Fernsehreihe Inga Lindström (Erstausstrahlung: Mai 2016) war er der bei einem Bootsausflug tödlich verunglückte Verlobte der weiblichen Hauptfigur Britta.
Von 2016 bis 2020 gehörte er in der Fernsehserie Familie Dr. Kleist in der Rolle des Radiologen Dr. Timotheus von Hatzfeld von der 6. Staffel bis zur 9. Staffel zu den Hauptcharakteren.
In der Auftaktfolge der 11. Staffel der ZDF-Erfolgsserie Der Bergdoktor (Erstausstrahlung: Januar 2018) war Radisch in einer Episodenhauptrolle als Ehemann zu sehen, der seine Frau mit seinem raschen Kinderwunsch psychisch massiv unter Druck setzt. In dem TV-Krimidrama So weit das Meer (Erstausstrahlung: April 2019), mit Uwe Kockisch in der Hauptrolle, verkörperte Radisch als Peer Harms in einer Nebenrolle den wenig selbstbewussten Schwiegersohn eines alternden Kapitäns, der von seinem Schwiegervater schließlich als früherer Vergewaltiger überführt wird. In der 23. Staffel der Krankenhausserie In aller Freundschaft (2020) übernahm Radisch eine Episodenhauptrolle als werdender Vater, der sich gegen einen Schwangerschaftsabbruch bei seinem behinderten Baby ausspricht. Im ZDF-Zweiteiler Malibu (2022), in dem er den gestressten Hamburger Ehemann und Programmierer Stefan verkörperte, spielte er an der Seite von Karla Nina Diedrich die männliche Hauptrolle.
Radisch arbeitet auch als Synchronsprecher. Er wirkte u. a. in den deutschen Synchronfassungen der Filme The Raven – Prophet des Teufels (2010), Mitternachtskinder von Deepa Mehta (2011; Rolle: Laurel), Underground: Die Julian Assange Story (2012), Still Alice – Mein Leben ohne Gestern (2014; für Shane McRae als Charlie Howland-Jones) sowie in den Fernsehserien Luck (2012) und Game of Thrones (2012; Rolle: Polliver) mit.
Tom Radisch lebt in Berlin.

## Filmografie
- 2008: Küss mich, wenn es Liebe ist (Fernsehfilm)
- 2012: SOKO 5113 (Fernsehserie, Folge: Wastls Erben)
- 2012: Doppelgängerin (Fernsehfilm)
- 2012: Der Alte (Fernsehserie, Folge: Es ist niemals vorbei)
- 2013: Die Rosenheim-Cops (Fernsehserie, Folge: Ein Alibi für alle)
- 2013: Exit Marrakech (Kinofilm)
- 2014: München Mord: Die Hölle bin ich (Fernsehreihe)
- 2015: SOKO 5113 (Fernsehserie, Folge: Westend)
- 2016: Um Himmels Willen (Fernsehserie, Folge: Wirbel um Alice)
- 2016: Kommissarin Lucas – Kreuzweg (Fernsehreihe)
- 2016: Inga Lindström: Liebe lebt weiter (Fernsehreihe)
- 2016–2020: Familie Dr. Kleist (Fernsehserie)
- 2016: In aller Freundschaft (Fernsehserie, Folge: Leere)
- 2016: SOKO Leipzig (Fernsehserie, Folge: Das Horrorhaus)
- 2017: SOKO Stuttgart (Fernsehserie, Folge: Das Chamäleon)
- 2017: Ein Fall für zwei (Fernsehserie, Folge: Mord am Bau)
- 2018: Der Bergdoktor (Fernsehserie, Folge: Wunschträume)
- 2019: So weit das Meer (Fernsehfilm)
- 2019: Herr und Frau Bulle – Totentanz (Fernsehreihe)
- 2020: In aller Freundschaft (Fernsehserie, Folge: Freie Entscheidungen)
- 2020: Morden im Norden (Fernsehserie, Folge: Zwischen Leben und Tod)
- 2020: Pohlmann und die Zeit der Wünsche (Fernsehfilm)
- 2021: Inga Lindström: Geliebter Sven (Fernsehreihe)
- 2022: Notruf Hafenkante (Fernsehserie, Folge: Die Nixe)
- seit 2022: Malibu (Fernsehreihe)
  - 2022: Camping für Anfänger
  - 2022: Ein Zelt für drei
  - 2023: Schwesterherzen
  - 2023: Küss den Frosch
  - 2023: Mein Traum, dein Traum
- 2022: SOKO Leipzig (Fernsehserie, Folge: Licht und Schatten)
- 2022: A Spy Among Friends
- 2023: Tod eines Mädchens (Fernsehfilm)
- 2023: SOKO Hamburg (Fernsehserie, Folge: Glamour, Girls!)
- 2023: Die Bergretter (Fernsehserie, Folge: Dünnes Eis)
- 2024: Vorübergehend glücklich – Vredenhorst (Fernsehfilm)
- 2024: Jenseits der Spree (Fernsehserie, Folge: Tod in der Königsheide)
- 2025: Bettys Diagnose (Fernsehserie, Folge: Harte Landung)
- 2025: Tatort: Fiderallala
- 2025: Neuer Wind im Alten Land: Stolz und Vorurteil (Fernsehreihe)